# Bandar Hapinis
Bandar Hapinis is een bestuurslaag in het regentschap Tapanuli Selatan van de provincie Noord-Sumatra, Indonesië. Bandar Hapinis telt 1074 inwoners (volkstelling 2010).